# Julius Meyer (historien de l'art)
Julius Meyer, né le 26 mai 1830 à Aix-la-Chapelle et mort le 16 décembre 1893 à Munich, est un historien de l'art allemand et directeur du musée de Berlin. 

## Biographie
Julius Meyer, né le 26 mai 1830 à Aix-la-Chapelle, est le fils d'un ancien officier hanovrien.
Après avoir terminé ses études secondaires à Mannheim, il déménage à l'université de Göttingen pour étudier le droit. En 1850, il interrompt ses études pour se rendre à Paris, où il séjourne un an dans la maison d'un oncle banquier. De retour en Allemagne en 1851, il se rend à Heidelberg et commence des études de philosophie et d'esthétique, dont le fruit est sa thèse sur « L'histoire de l'esthétique allemande depuis Kant » (1852). 
Après son mariage, il s'installe à Munich, où les collections d'art et le désir de communiquer avec les artistes et les érudits locaux le passionnent. 
Il meurt le 16 décembre 1893 à Munich.

## Publications
- (de) Geschichte der modernen französischen Malerei, Berlin, Neufeld & Mehring, 1860(?)
- (de) Geschichte der modernen französischen Malerei seit 1789, zugleich in ihrem Verhältniß zum politischen Leben, zur Gesittung und Literatur, Leipzig, E. A. Seemann, 1867 (lire en ligne)
- Antonio da Correggio. 2 Bände. W. Engelmann, Leipzig 1871.
  - englisch: Antonio Allegri Da Correggio. vom Deutschen übersetzt von Dr. Julius Meyer. Macmillan, New York 1876.
- (Hrsg.): Allgemeines Künstler-Lexikon. 3 volumes [mehr nicht erschienen]. Engelmann, Leipzig 1872 bis 1885 (volume 1, 1872: Aa–Andreani Digitalisat; volume 2, 1878: Appiani–Domenico del Barbiere Digitalisat; volume 3, 1885 (hrsg. von Julius Meyer, Hermann Lücke, Hugo von Tschudi) Giambattista Barbieri–Giuseppe Bezzuoli Digitalisat).
- Giovanni Antonio Amadeo: scultore ed architetto (n. 1447 m. 1522). T. delle Scienze Matematiche e Fisiche, Rom 1873.
- Beschreibendes Verzeichnis der während des Umbaues ausgestellten Gemälde. C. Berg & V. Holten, Berlin 1878.
- avec Ludwig Scheibler, Wilhelm Bode: Katalog der Königliche Gemälde-Galerie zu Berlin. 2. Ausgabe. Weidmann, Berlin 1883.